# Old Tappan
Old Tappan es un borough ubicado en el condado de Bergen en el estado estadounidense de Nueva Jersey. En el año 2010 tenía una población de 5.750 habitantes y una densidad poblacional de 542,45 personas por km².

## Geografía
Old Tappan se encuentra ubicado en las coordenadas 41°0′58″N 73°58′57″O / 41.01611, -73.98250.

## Demografía
Según la Oficina del Censo en 2000 los ingresos medios por hogar en la localidad eran de $102,127 y los ingresos medios por familia eran $106,772. Los hombres tenían unos ingresos medios de $77,635 frente a los $48,047 para las mujeres. La renta per cápita para la localidad era de $48,367. Alrededor del 1.8% de la población estaba por debajo del umbral de pobreza.